# Ann Trason
Ann Trason, née le 30 août 1960 est une coureuse américaine d’ultrafond. Elle a établi plusieurs records du monde entre 1991 et 1995, notamment sur 50 miles, 100 km, 100 miles et 12 heures,.

## Biographie
Ann Trason se distingue régulièrement lors de compétitions à l’école secondaire mais une blessure au genou l’empêche de poursuivre une carrière sportive pendant plusieurs années.
En 1985, elle remporte l’American River 50 Mile Endurance Run et bat le record féminin de l’épreuve.
Elle abandonne le Western States 100 lors de ses deux premières tentatives, en 1987 et 1988, la première fois en raison d’une douleur au genou et la seconde de déshydratation. Elle remporte finalement l’épreuve en 1989, première victoire d’une série de quatorze. Elle est détentrice du record féminin de 1994 à 2012, en 17 heures 37 minutes et 51 secondes,.
Toujours en 1989, elle participe aux 24 heures Sri Chinmoy à New York et termine première au classement général devant 35 autres participants, en réalisant 230,275 km.
En 1993, elle bat son propre record sur l’American River 50, qu’elle court en six heures et neuf minutes, temps toujours de référence en 2017.
En 1995, elle termine première ex æquo au classement général du Way Too Cool 50K Endurance Run devant 286 autres participants, en réalisant 3 h 56 min 55 s.
L’année suivante, elle finit deuxième au classement général du Leadville Trail 100. Son temps, de 18 h 6 min 24 s, est toujours le record féminin  de l'épreuve en 2017,.
En 1996 et 1997, elle remporte le Western States 100 douze jours après s’être imposée sur le Comrades Marathon en Afrique du Sud. En 1998, elle gagne cette fois la Vermont 100 Mile Endurance Run et la Wasatch Front 100 Mile Endurance Run. Elle remporte à nouveau la Vermont 100 en 2000.
Avec son ex-mari et partenaire d’entraînement Carl Andersen, elle organise le Dick Collins Firetrails 50 de 2000 à 2010, qu’elle remporte en 1987.

## Résultats
| no  | féminin            | Course                                  | Longueur | Départ            | Temps            |
| --- | ------------------ | --------------------------------------- | -------- | ----------------- | ---------------- |
| 13e | Médaille d'or      | American River 50 Mile Endurance Run    | 50 mi    | 6 avril 1985      | 7 h 9 min 1 s    |
| 6e  | Médaille d'or      | American River 50 Mile Endurance Run    | 50 mi    | 4 avril 1987      | 6 h 23 min 21 s  |
| 7e  | Médaille d'or      | Leadville Trail 100                     | 100 mi   | 20 août 1988      | 21 h 40 min 26 s |
| 21e | Médaille d'or      | Championnats du monde du 100 kilomètres | 100 km   | 1er octobre 1988  | 7 h 30 min 49 s  |
| 10e | Médaille d'or      | Western States 100-Mile Endurance Run   | 100 mi   | 24 juin 1989      | 18 h 47 min 46 s |
| 1re | Médaille d'or      | Sri Chinmoy 24 Hour Race                | 24 h     | 17 septembre 1989 | 230,275 km       |
| 10e | Médaille d'or      | Western States 100-Mile Endurance Run   | 100 mi   | 23 juin 1990      | 18 h 33 min 2 s  |
| 3e  | Médaille d'or      | Leadville Trail 100                     | 100 mi   | 18 août 1990      | 20 h 38 min 51 s |
| 26e | Médaille d'argent  | Championnats du monde du 100 kilomètres | 100 km   | 27 octobre 1990   | 8 h 6 min 15 s   |
| 9e  | Médaille d'or      | Western States 100-Mile Endurance Run   | 100 mi   | 29 juin 1991      | 18 h 29 min 37 s |
| 7e  | Médaille d'or      | American River 50 Mile Endurance Run    | 50 mi    | 4 avril 1992      | 6 h 27 min 42 s  |
| 3e  | Médaille d'or      | Western States 100-Mile Endurance Run   | 100 mi   | 27 juin 1992      | 18 h 14 min 48 s |
| 7e  | Médaille d'or      | Way Too Cool 50K Endurance Run          | 50 km    | 13 mars 1993      | 3 h 59 min 32 s  |
| 4e  | Médaille d'or      | American River 50 Mile Endurance Run    | 50 mi    | 3 avril 1993      | 6 h 9 min 8 s    |
| 3e  | Médaille d'or      | Western States 100-Mile Endurance Run   | 100 mi   | 26 juin 1993      | 19 h 5 min 22 s  |
| 2e  | Médaille d'or      | Western States 100-Mile Endurance Run   | 100 mi   | 23 juin 1994      | 17 h 37 min 51 s |
| 2e  | Médaille d'or      | Leadville Trail 100                     | 100 mi   | 20 août 1994      | 18 h 6 min 24 s  |
| 1re | Médaille d'or      | Way Too Cool 50K Endurance Run          | 50 km    | 11 mars 1995      | 3 h 56 min 55 s  |
| 2e  | Médaille d'or      | American River 50 Mile Endurance Run    | 50 mi    | 1er avril 1995    | 6 h 11 min 58 s  |
| 26e | Médaille d'or      | Championnats du monde du 100 kilomètres | 100 km   | 16 septembre 1995 | 7 h 0 min 47 s   |
| 66e | Médaille d'or      | Comrades Marathon                       | 87 km    | 17 juin 1996      | 6 h 13 min 23 s  |
| 3e  | Médaille d'or      | Western States 100-Mile Endurance Run   | 100 mi   | 29 juin 1996      | 18 h 57 min 36 s |
| 26e | Médaille d'or      | Comrades Marathon                       | 89 km    | 16 juin 1997      | 5 h 58 min 25 s  |
| 8e  | Médaille d'or      | Western States 100-Mile Endurance Run   | 100 mi   | 28 juin 1997      | 19 h 19 min 49 s |
| 4e  | Médaille d'or      | Miwok 100K Trail Race                   | 100 km   | 2 mai 1998        | 9 h 22 min 40 s  |
| 4e  | Médaille d'or      | Western States 100-Mile Endurance Run   | 100 mi   | 27 juin 1998      | 18 h 46 min 16 s |
| 5e  | Médaille d'or      | Vermont 100 Mile Endurance Run          | 100 mi   | 18 juillet 1998   | 17 h 11 min 23 s |
| 9e  | Médaille d'or      | Leadville Trail 100                     | 100 mi   | 22 août 1998      | 20 h 58 min 32 s |
| 9e  | Médaille d'or      | Wasatch Front 100 Mile Endurance Run    | 100 mi   | 12 septembre 1998 | 22 h 27 min 0 s  |
| 5e  | Médaille d'or      | Miwok 100K Trail Race                   | 100 km   | 6 mai 2000        | 9 h 13 min 40 s  |
| 11e | Médaille d'or      | Western States 100-Mile Endurance Run   | 100 mi   | 24 juin 2000      | 19 h 44 min 42 s |
| 5e  | Médaille d'or      | Vermont 100 Mile Endurance Run          | 100 mi   | 15 juillet 2000   | 16 h 4 min 16 s  |
| 3e  | Médaille d'or      | Miwok 100K Trail Race                   | 100 km   | 5 mai 2001        | 8 h 55 min 49 s  |
| 6e  | Médaille d'or      | Western States 100-Mile Endurance Run   | 100 mi   | 23 juin 2001      | 18 h 33 min 34 s |
| 6e  | Médaille d'or      | Western States 100-Mile Endurance Run   | 100 mi   | 29 juin 2002      | 18 h 16 min 26 s |
| 8e  | Médaille d'or      | Western States 100-Mile Endurance Run   | 100 mi   | 28 juin 2003      | 18 h 36 min 3 s  |
| 7e  | Médaille d'or      | Where's Waldo 100K Ultramarathon        | 100 km   | 21 août 2004      | 12 h 13 min 35 s |
| 16e | Médaille de bronze | One Day in Auburn 24h Run               | 24 h     | 14 janvier 2018   | 113,201 km       |

## Records
- 1987 - Firetrails 50 Mile : 7 h 31 min 24 s
- 1992 - Quicksilver 50 Mile : 6 h 43 min 0 s
- 1993 - American River 50 Mile Endurance Run : 6 h 9 min 8 s
- 1994 - Leadville Trail 100 : 18 h 6 min 24 s
- 1994 - Silver State 50 Mile : 7 h 29 min 36 s
- 1995 - Way Too Cool 50K Endurance Run : 3 h 56 min 55 s
- 1995 - Championnats du monde IAU des 100 km de Winschoten : 7 h 0 min 47 s
- 1998 - Wasatch Front 100 Mile Endurance Run : 22 h 27 min 10 s
- 2001 - Miwok 100K Trail Race : 8 h 55 min 49 s

## Records personnels
Statistiques d'Ann Trason d'après la Deutsche Ultramarathon-Vereinigung (DUV) :
- 50 km piste : 3 h 20 min 23 s aux 12 h de Redwood Empire à Santa Rosa en 1995 (50 km split)
- 50 miles route : 6 h 9 min 8 s aux 50 miles de l'American River à Sacramento en 1993[3]
- 100 km route : 7 h 0 min 47 s aux championnats du monde IAU des 100 km de Winschoten en 1995
- 100 miles route : 13 h 55 min 2 s aux 24 h Sri Chinmoy de New York en 1989 (100 miles split)
- 12 heures route : 56,560 km aux 12 h New Years One Day à San Francisco en 2017
- 24 heures route : 230,275 km aux 24 h Sri Chinmoy de New York en 1989
- 48 heures route : 162,543 km aux 72 h 3 Days at the Fair à Augusta en 2018 (48 h split)